# Китчен, Джули
Барретт Джули Китчен (англ. Kitchen, Barrett Julie по прозвищу Королева Муай Тай; родилась 19 апреля 1977 года в городе Корнуэлл, Англия (Cornwall, England)) — британская спортсменка. Является 15-кратной чемпионкой мира по тайскому боксу, 7-кратная чемпионка Англии и обладательница двух Европейских титулов. Весовая категория 64 килограмма. Провела более 50 боев и на сегодняшний день считается кикбоксером номер один среди женщин.

## Биография
Детство провела в городе Корнуэлл. Родители Джули были не очень состоятельными людьми, но пытались достойно вырастить её вместе с сестрами Кэлли и Клэр. После смерти отца, в память о нём Джули набила на спине 12 татуировок в виде бабочек, также по словам Джули каждый раз в день своего боя она видит бабочку, считая, что это покойный отец желает ей удачи. В 1999 году Джули родила двух близняшек Эмбэр И Аллаю от Нейтона Китчен, с которым она состояла в отношениях на тот момент . Нейтон с 1995 года является тренером по тайскому боксу и после родов он стал тренировать Джули, после чего они поженились и состоят в браке по сей день. В 2002 году супруги сформировали клуб единоборств под названием «Touchgloves». На сегодняшний день это один из самых успешных клубов Англии. В нём также тренируются близняшки Эмбер и Аллая, являясь лучшими бойцами тайского бокса среди юниоров Англии.
На счету у Джули более 50 боев и только 8 поражений (5 из них чередуются в дебютной десятке боев). Для углубления профессиональных знаний некоторое время жила в Таиланде, после чего снова вернулась в Англию. За 12 лет своей спортивной карьеры она победила лучших бойцов Америки, Австралии, Новой Зеландии, Голландии, Италии, Финляндии, Португалии, Латвии и Ямайки. Всплеском её карьеры считается бой перед 20 000 зрителей Таиланда и короля, в честь дня рождения которого и было организовано Муай Тай шоу. На сегодняшний день Джули выступает в боях по версии K-1, кикбоксинге и в, так называемых, полных правилах Муай Тай (Full MuayThai Rules). Также является тренером клуба «Touchgloves».